# Lowell (Massachusetts)
Lowell je město v Middlesex County v americkém státě Massachusetts. V roce 2014 v něm žilo 109 945 obyvatel. Je to čtvrté největší město v Massachusetts a druhé největši v rámci Velkého Bostonu.

## Dějiny
V roce 1826 bylo uznáno jako město a pojmenováno po Francisi Cabotu Lowellovi, místní osobnosti z období průmyslové revoluce.